# Modulare Führerraumanzeige

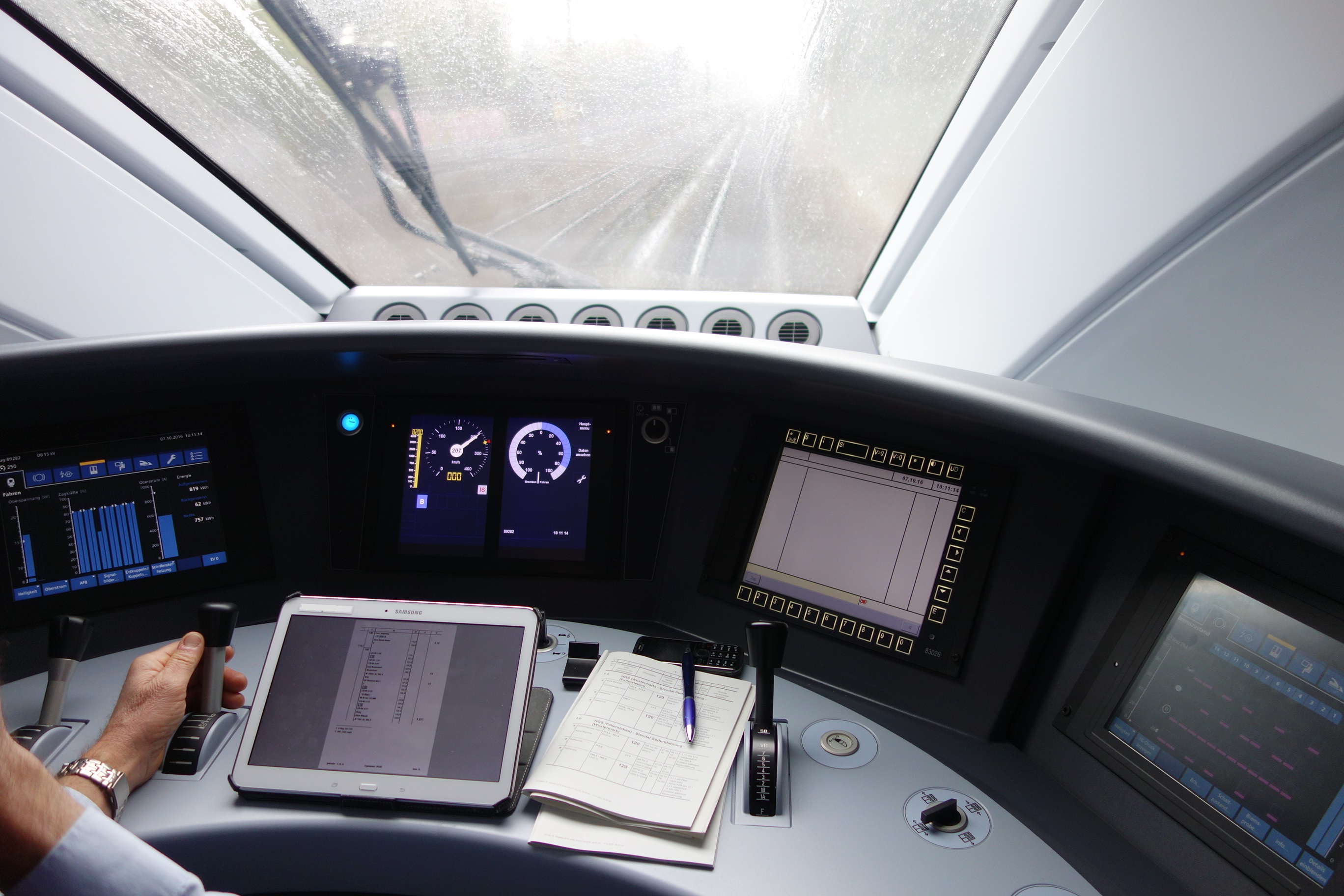
Modulare Führerraumdisplays im ICE 4

Die Modulare Führerraumanzeige (MFA) war eine auf Triebfahrzeugen eingesetzte Kompaktanzeige. Durch die einheitliche Anordnung der Instrumente und Leuchtmelder sollte der Triebfahrzeugführer die situationsabhängig relevante Information schnell erfassen können. Ihre Zusammenfassung zu einem Modul sparte Kosten bei der fahrzeugseitigen Anbindung. Manche Modelle hatten eine serielle Schnittstelle (MVB oder I60/LZB) und konnten darüber konfiguriert und gedimmt werden.
MFA wurden in den 2000er Jahren durch Modulare Führerraum-Displays (MFD) aus Neuprojekten verdrängt. MFD verwenden zur im Wesentlichen gleichen Darstellung einen Flachbildschirm.

## Beispiel

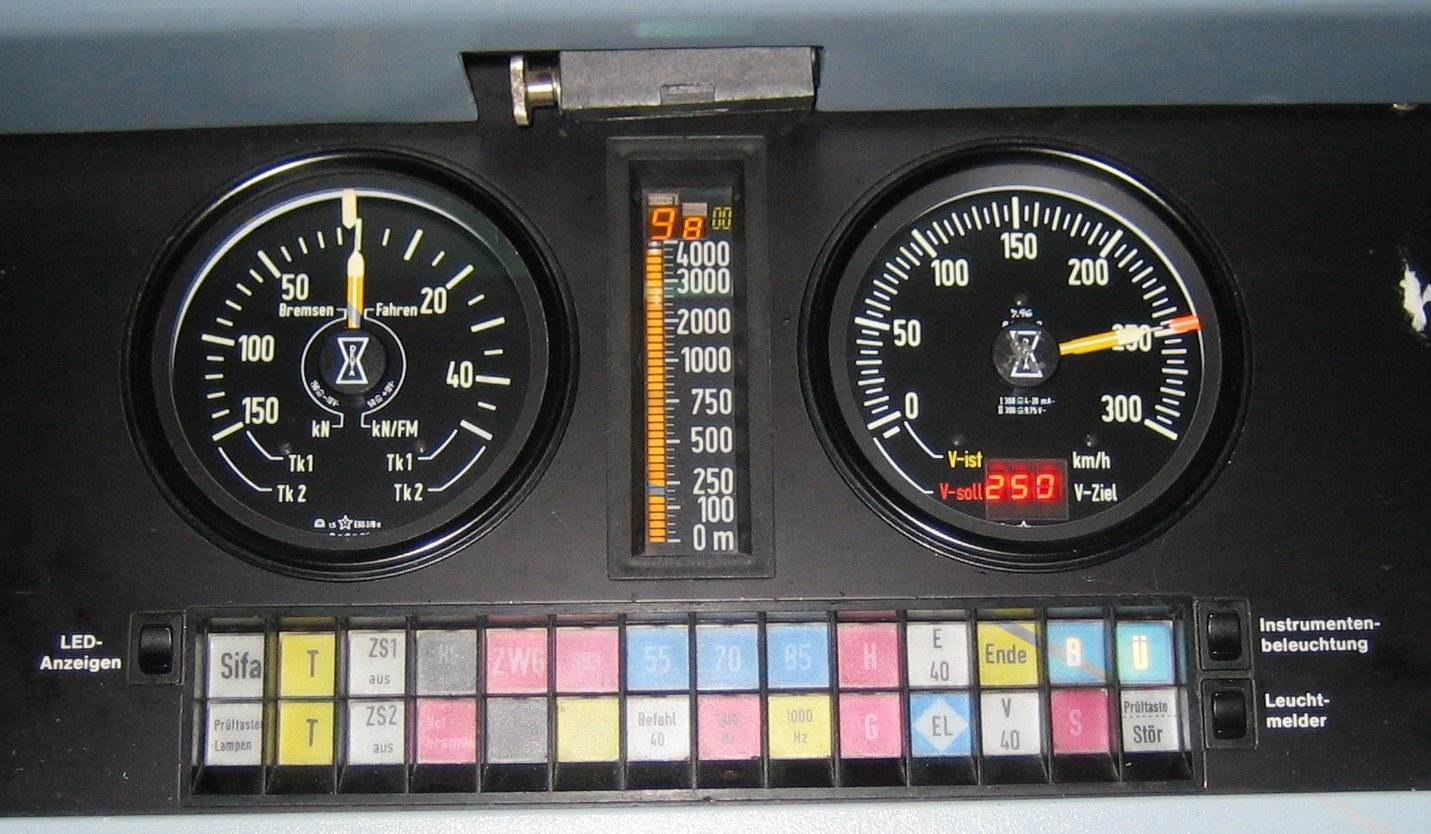
MFA im ICE 2 im LZB-Betrieb

Das linke Rundinstrument zeigt die momentanen Zug-/Bremskräfte an. In diesem Fall ist es ausgelegt für zwei ICE-Triebköpfe: Der innere Zeiger gibt die Werte für den führenden, der äußere Zeiger die Werte für den gesteuerten Triebkopf. Hier werden die Kräfte der elektrischen Bremse angezeigt (Zeigerausschlag nach links: Bremsen) – als Gesamtbremskraft in kN. Im anderen MFA zeigt der innere Zeiger die Bremskraft des führenden und der äußere Zeiger die Bremskraft des nachlaufenden Drehgestells der Lok an (z. B. im MFA der Baureihe 151). Ein Zeigerausschlag nach rechts zeigt die Zugkraft pro Fahrmotor, und zwar des Fahrmotors mit der momentan höchsten Zugkraft. Bei einem Triebkopf mit vier Fahrmotoren wäre der angezeigte kN-Wert also zu vervierfachen. Da beim Bremsen für den Triebfahrzeugführer die Gesamtbremskraft wichtig ist, um z. B. in Gleisbögen oder Weichenverbindungen den Zug nicht zu überbremsen und damit einer Gefahr der Entgleisung auszusetzen, wird der Bremswert direkt angezeigt.
Das rechte Rundinstrument ist der Tachometer. Hier zeigt der innere Zeiger die momentan gefahrene Geschwindigkeit (V-Ist), der äußere kleine Zeiger bei LZB-Führung die Sollgeschwindigkeit (V-Soll). Bei Fahrzeugen mit AFB (Automatischer Fahr- und Bremssteuerung) zeigt bei PZB-Betrieb der äußeren Zeiger zudem die eingestellte AFB-Sollgeschwindigkeit.
Zwischen den beiden Rundinstrumenten ist die Zielentfernung sichtbar. Hierzu gehört auch die kleine Anzeige V-Ziel im Tachometer. Im abgebildeten Fall ist die V-Ziel in 9,8 km ebenfalls 250 km/h. Wird eine Geschwindigkeitsänderung oder gar ein Halt angezeigt, ändert sich die V-Ziel auf den entsprechenden Wert (geringere Geschwindigkeit, oder im Fall eines LZB-Halts 0 km/h). Die mittlere Anzeige zeigt dann die Entfernung bis zu dem Punkt, an dem die Geschwindigkeit geändert sein muss bzw. der Zug halten muss. Die Bremskurve, die zum Erreichen der jeweiligen Zielgeschwindigkeit durch die LZB-Rechner vorgegeben wird, wird durch den äußeren V-Soll Zeiger des Tachometers vorgegeben. Überschreitet der Triebfahrzeugführer diese Bremskurve durch eine höhere Geschwindigkeit, wird der Zug durch eine Zwangsbremsung angehalten. Das Erreichen eines Bremspunktes zeigt ein roter Leuchtmelder „G“ unten an.
Unterhalb der Rundinstrumente finden sich mehrere Leuchtmelder, die je nach PZB- oder LZB-Betrieb verschiedene Informationen anzeigen. Im PZB-Betrieb leuchtet je nach Bremsvermögen des Zuges (Bremshundertstel) der Leuchtmelder für die Zugart (55 für die untere Zugart, 70 für die mittlere Zugart, oder 85 für die obere Zugart) permanent. Zudem zeigt ein blauer Leuchtmelder „B“ die Betriebsbereitschaft der LZB an. Sobald der Zug in die LZB-Führung aufgenommen wird, erlischt der jeweilige Leuchtmelder der PZB-Zugart, und der Leuchtmelder „Ü“ für die LZB-Führung leuchtet auf. Ab diesem Punkt werden auch die Führungsgrößen der LZB (Tachometer und Zielentfernung) angezeigt. In diesem Leuchtmelderblock werden auch noch andere Leuchtmelder zusammengefasst, darunter der Leuchtmelder für die Sicherheitsfahrschaltung (SIFA), die Leuchtmelder für die Türfreigabe (T) und noch einige zusätzliche Leuchtmelder für die PZB und LZB.